# Zarzewek
Zarzewek – wieś w Polsce położona w województwie wielkopolskim, w powiecie konińskim, w gminie Rzgów, nad Strugą Zarzewską.

## Historia
Wieś i folwark znane były od w XVI wieku i należały do parafii w Kucharach. Nazwa wsi pochodzi od częstych pożarów folwarku i pobliskiego lasu (zarzewie).
W latach 1975–1998 miejscowość administracyjnie należała do województwa konińskiego.
Wieś ma powierzchnię 237,6 ha. 90% z tego (234,4 ha) stanowią grunty użytkowane przez rolnictwo i w większości są to gleby klas V i VI. 15,16% powierzchni sołectwa (36,0 ha) porastają lasy, a pozostała część to inne tereny, np. osiedla, drogi, wody i inne. We wsi stoi dom kultury.
Od 2010 istnieje w miejscowości Stowarzyszenie KGW Zarzewek, które działa na rzecz lokalnej społeczności.